# Anthony (Tony) Kroch
Anthony Kroch (Nova York, 2 de abril de 1946 — Filadélfia, 27 de abril de 2021) foi um linguista americano conhecido por seu trabalho em Sintaxe Histórica, disciplina ligada à Linguística Histórica e que estuda a evolução das línguas naturais à nível morfossintático ao longo do tempo. Kroch ficou conhecido na área por inovar e propor novas hipóteses acerca da mudança linguística e da influência dos princípios e parâmetros sobre ela, concentrando boa parte de sua pesquisa na estrutura da linguagem humana, usando métodos computacionais e estatísticos e, assim, assimilando as proposições gerativas, como a GU (Gramática Universal) e a Teoria de Princípios e Parâmetros (P&P), às sociolinguísticas, entornadas pela Teoria de Variação e Mudança.
Ele é mais conhecido por demonstrar que mudanças gramaticais ao longo do tempo ocorrem a uma taxa constante, tendo inclusive formulado as hipóteses nomeadas por Constant Rate Effect (1989), também conhecida em tradução de Cavalcante (2001) como Efeito de Taxa Constante, e Competição de Gramáticas (1989), conforme se vê em citação, traduzindo-se a terminologia, em Martins (2009). Além disso, o pesquisador compilou vários corpora anotados em colaboração com outros pesquisadores para melhor entender o desenvolvimento das gramáticas — construtos teóricos — em diferentes línguas naturais.

## Carreira
Em nota, em 11 de maio de 2021, a Universidade da Pensilvânia afirmou que o então professor emérito de linguística, Anthony (Tony) Kroch, havia falecido ainda em 27 de abril, em sua residência na Filadélfia, devido a complicações de um câncer aos 75 anos.
Nascido na cidade capital de New York, cresceu nas regiões de White Plains e Needham. Graduou-se na escola ⁣⁣Needham High School em 1963 e obteve diploma de ⁣⁣antropologia em Harvard em 1967. Após a graduação, o então antropólogo realizou pesquisas no Brasil e em Senegal, estudando histórias e mitos indígenas. Em 1974, concluiu seu doutorado em linguística no MIT, sob orientação dos professores Paul Kiparsky, Noam Chomsky e Kenneth Hale. Durante seus estudos em Harvard e no MIT, Kroch também se envolveu em ativismo civil contra a Guerra do Vietnã e o racismo acadêmico. Posteriormente, ocupou cargos acadêmicos breves na Universidade de Connecticut e na Universidade Temple.
Já em 1978, quatro anos após rumar especificamente aos campos linguísticos, Kroch recebeu uma bolsa de pesquisa para colaborar com William Labov, professor de linguística na Universidade da Pensilvânia, conduzindo entrevistas sociolinguísticas e analisando a linguagem da classe alta de Filadélfia. Três anos depois, ingressou no corpo docente do Departamento de Linguística da Universidade da Pensilvânia como professor assistente, tornando-se professor titular em 1991. Na trajetória como titular, participou dos comitês do Senado da Faculdade e Conselho Universitário e conduziu pesquisas que resultaram em bolsas da University Research Foundation (URF), um programa filantrópico que visa incentivar as pesquisas acadêmicas, em 2003 e 2007. Em 2003, ingressou no Penn's 25-Year Club.
Sua carreira findou com aposentadoria voluntária no ano de 2020, mas sua presença na pesquisa gerativista segue eternizada pelos textos científicos, influenciando pesquisadores de todo o mundo e tendo cada vez mais destaque como referência acadêmica, inclusive, no Brasil.

### Contribuições à sintaxe histórica
No geral de sua trajetória acadêmica, concentrou-se na estrutura da linguagem humana, utilizando métodos computacionais e estatísticos. Ficou conhecido pelo seu trabalho em sintaxe histórica, demonstrando que as alterações gramaticais ocorrem de forma constante ao longo do tempo, formulando a hipótese já mencionada sobre os ombros de gigantes tais quais Charles-James Bailey, Alvar Ellegard, David Lightfoot, Noam Chomsky, Uriel Weinreich, William Labov, Herzog e outros. Além de suas notórias proposições à pesquisa histórica em Linguística, Kroch, em colaboração com Beatrice Santorini, pesquisadora sênior do departamento de linguística, foi o primeiro a criar grandes bancos de dados anotados de textos históricos. Além disso, criou ferramentas para pesquisar esses textos, contribuindo para diversos estudos linguísticos e publicou diversos artigos revisados por pares e coautoria em diversos livros, incluindo os consagrados Semantics of Scope in English (1979) e Alternative Conceptions of Phrase Structure (1989).

## Família
Ainda em nota, a universidade em que se aposentou como professor titular informou que Anthony Kroch deixou sua esposa Martha, seu irmão Eugene, suas três filhas Miriam Morrissey, Deborah Leaf e Abigail, e cinco netos, uma sobrinha e um sobrinho.